# 中洲総合水産市場
中洲総合水産市場（なかすそうごうすいさんしじょう）とは、徳島県徳島市にある市場である。

## 概要
徳島市の台所として徳島市の中心市街地に位置し、多くの買い物客が新鮮な魚介類を求めて買い物に来ている。魚の他に阿波牛を販売する肉屋、カフェ、焼き鳥屋、自然食品を扱う店がある。近隣の中洲市場とは違った組合形式の運営を行っている。
徳島市の中心を流れる新町川沿いにあり、市場の裏からは眉山が眺められる。近隣には徳島市役所、徳島県庁、徳島中央警察署などがあり、下流のケンチョピアには多くのヨットが停泊している。
2008年（平成20年）の秋にエイの餌付けが報道され多くの市民がエイを見に来るようになった。多い時で大きなエイから小さなエイまで、約20～30匹くらい見る事ができる。冬場は水温低下の為にエイが深場へ行くので、冬場のエイは少ないが、冬はカモメが来て手から餌を取ってゆく。自然に恵まれた環境の良い市場で、新鮮な魚を手に入れる事が出来る。

## 交通
- 徳島自動車道「徳島インターチェンジ」より車で約15分。
- JR「徳島駅」より徒歩で約15分。